# ابوالفضل میرزایی
ابوالفضل میرزایی (زاده ۱۳۱۰ - میانه) بازیگر سینما اهل ایران است.

## سینما
- بدلکاران (۱۳۷۶)
- تبعیدی‌ها (۱۳۷۰)
- سیرک بزرگ (۱۳۷۰)
- مهاجران (۱۳۶۹)
- آخرین مهلت (۱۳۶۸)
- رانده شده (۱۳۶۸)
- سال‌های خاکستر (۱۳۶۷)
- کانی مانگا (۱۳۶۶)
- اسلحه (۱۳۵۴)
- ترکمن (۱۳۵۳)
- میرم بابا بخرم (۱۳۵۳)
- اعجوبه‌ها (۱۳۵۱)
- ظفر (۱۳۵۱)
- عباسه و جعفر برمکی (۱۳۵۱)
- عزیز قرقی (۱۳۵۰)